# Wonder Boy in Monster Land
Wonder Boy in Monster Land es un videojuego de plataformas y rol de acción desarrollado por Westone y publicado por Sega, originalmente para arcade, en agosto de 1987. Además del arcade, Sega publicó una versión para Master System en 1988. Activision lanzó conversiones para Commodore 64, Amstrad CPC, ZX Spectrum, Amiga y Atari ST en 1989. En Japón, el arcade tenía el título de Wonder Boy: Monster Land (ワンダーボーイ モンスターランド Wandā Bōi Monsutā Rando?) mientras que la posterior versión doméstica para Sega Mark III fue titulada Super Wonder Boy: Monster World (スーパーワンダーボーイ モンスターワールド Sūpā Wandā Bōi Monsutā Wārudo?). En Europa las versiones de Activision llevaron el título de Super Wonder Boy in Monster Land en su cubierta, aunque todas las versiones, salvo la de CPC, omitían el "Super" en la pantalla de título del juego. Jaleco rediseñó el juego para Famicom de modo que se asociase a la novela china Viaje al Oeste y lo tituló Saiyūki World (西遊記ワールド Saiyūki Wārudo?), mientras que Hudson Soft lo rediseñó para PC Engine buscando vincularlo a la franquicia de anime Bikkuriman y publicándolo bajo el título Bikkuriman World (ビックリマンワールド Bikkuriman Wārudo?). Tectoy publicó una versión para Master System en Brasil como Mônica no Castelo do Dragão, tras haber modificado el diseño del juego para relacionarlo con la serie de comic books Mónica y sus amigos (Turma da Mônica). Entre 2004 (Japón) y 2005 (EE. UU.) fue publicado para teléfonos móviles bajo el título Super Adventure Island (新高橋名人の冒険島 Shin Takahashi Meijin no Bōken Jima?). También apareció para la Consola Virtual de Wii entre 2008 y 2009 (versión de Master System) y entre 2011 y 2012 (versión de arcade). En el año 2012, apareció en Xbox Live Arcade como parte del recopilatorio Sega Vintage Collection: Monster World y también en PlayStation Network, siendo la versión arcade en ambos casos. El 27 de junio de 2019 se lanza en Nintendo Switch la versión arcade pero con nuevas funciones: Modo Desafío (dos desafíos contra el reloj y un desafío por puntos). Clasificaciones (registra tus récords en los modos Arcade y Desafío). Repeticiones (graba y vuelve a ver tus partidas en los modos Desafío y Arcade). Y Nueva partida+ (te permite empezar una partida nueva con todo lo conseguido en la anterior).